# René Dupuy
René Dupuy, né le 11 mai 1920 à New York, mort le 1er août 2009 à Villeneuve-Saint-Georges, est un acteur, un metteur en scène et un directeur de théâtre français.
René Dupuy a été élève au Conservatoire national d'art dramatique de Paris.
Il dirigea :
- le Théâtre Gramont de 1954 à 1973,
- le Théâtre de l'Athénée de 1966 à 1972,
- le Théâtre Fontaine de 1972 à 1985.

Il a été professeur d'art dramatique à l'école de la rue Blanche.

## Filmographie

### Cinéma
- 1948 : Par la fenêtre de Gilles Grangier : Albert Roussel, le petit ami de Fernande qui la rend malheureuse

### Doublage
- 1945 : Escale à Hollywood : Clarence Doolittle (Frank Sinatra)

## Théâtre

### Comédien
- 1950 : Henri IV de William Shakespeare, mise en scène Jean Vilar, Festival d'Avignon
- 1950 : Le Cid de Corneille, mise en scène Jean Vilar, Festival d'Avignon
- 1950 : Le Bal des voleurs de Jean Anouilh, mise en scène André Barsacq, Théâtre des Arts
- 1951 : Le Prince de Hombourg d'Heinrich von Kleist, mise en scène Jean Vilar, Festival d'Avignon
- 1956 : Irma la douce de Marguerite Monnot, mise en scène René Dupuy, Théâtre Gramont
- 1958 : Édition de midi de Mihail Sebastian, mise en scène René Dupuy, Théâtre Gramont
- 1963 : On ne peut jamais dire de George Bernard Shaw, mise en scène René Dupuy, Théâtre Gramont
- 1965 : Pantagleize de Michel de Ghelderode, mise en scène René Dupuy, Théâtre Gramont
- 1966 : La Convention de Belzébir de Marcel Aymé, mise en scène René Dupuy, Théâtre de l'Athénée-Louis-Jouvet
- 1966 : Le roi se meurt d'Eugène Ionesco, mise en scène Jacques Mauclair, Théâtre de l'Athénée
- 1970 : Le roi se meurt d'Eugène Ionesco, mise en scène Jacques Mauclair, Théâtre de l'Athénée
- 1977 : Au théâtre ce soir : Les Petits Oiseaux d'Eugène Labiche, mise en scène René Dupuy, réalisation Pierre Sabbagh, Théâtre Marigny
- 1984 : Au théâtre ce soir : La Pomme de Louis Verneuil et Georges Berr, mise en scène René Dupuy, réalisation Pierre Sabbagh, Théâtre Marigny

### Metteur en scène
- 1948 : La Vengeance d'une orpheline russe de Henri Rousseau, Théâtre de l'Œuvre
- 1949 : La Vengeance d'une orpheline russe de Henri Rousseau, Studio des Champs-Élysées
- 1951 : La Calandria de Bernardo Dovizi da Bibbiena, Festival d'Avignon
- 1954 : Le Héros et le soldat de George Bernard Shaw, Théâtre Gramont
- 1955 : Le Quai Conti de Guillaume Hanoteau, Théâtre Gramont
- 1956 : À la monnaie du Pape de Louis Velle, Théâtre Gramont
- 1956 : Irma la douce d'Alexandre Breffort et Marguerite Monnot, Théâtre Gramont
- 1956 : Le Baladin du monde occidental de John Millington Synge, Théâtre Gramont
- 1957 : Péricles, prince de Tyr de William Shakespeare, Théâtre de l'Ambigu
- 1958 : Édition de midi de Mihail Sebastian, Théâtre Gramont
- 1959 : La Double Vie de Théophraste Longuet de Jean Rougeul d'après Gaston Leroux, Théâtre Gramont
- 1960 : La Petite Datcha de Vasiliei Vasil'evitch Chkvarkin, Théâtre Daunou
- 1961 : Visa pour l'amour de Raymond Vinci et Francis Lopez, Gaîté lyrique
- 1961 : Un certain Monsieur Blot, paroles de Robert Rocca, musique d'Henri Betti, Théâtre Gramont
- 1962 : A notre âge on a besoin d'amour et La Cloison de Jean Savy, Théâtre de l'Alliance française
- 1962 : Le Timide au palais de Tirso de Molina, Théâtre Gramont
- 1963 : On ne peut  jamais dire de George Bernard Shaw, Théâtre Gramont
- 1964 : Les Fausses Confidences de Marivaux, Théâtre de l'Ambigu
- 1965 : Pantagleize de Michel de Ghelderode, Théâtre Gramont
- 1965 : Du vent dans les branches de sassafras de René de Obaldia, Théâtre Gramont
- 1966 : La Convention de Belzébir de Marcel Aymé, Théâtre de l'Athénée-Louis-Jouvet
- 1967 : Rapport pour une académie de Franz Kafka, Théâtre Gramont
- 1968 : Après la pluie de John Bowen, Théâtre de l'Athénée-Louis-Jouvet
- 1969 : Les Grosses Têtes de Jean Poiret et Michel Serrault, mise en scène avec Jean Poiret, Théâtre de l'Athénée
- 1969 : Popaul et Juliette d'André Maheux et Mireille, Théâtre Gramont
- 1971 : Hommes de John Herbert, Théâtre de l'Athénée-Louis-Jouvet
- 1972 : Le Roi des cons de Georges Wolinski, Théâtre Fontaine
- 1973 : Chante, Papa, chante de Marcel Moussy, Théâtre des Nouveautés
- 1974 : Au Théâtre ce soir : Le Vison à cinq pattes de Constance Coline d'après Peter Coke, réalisation Jean Royer, Théâtre Marigny
- 1977 : Au théâtre ce soir : Les Petits Oiseaux d'Eugène Labiche, réalisation Pierre Sabbagh, Théâtre Marigny
- 1979 : Troïlus et Cressida de William Shakespeare, Théâtre Fontaine
- 1982 : Lili Lamont d'Arthur Whithney, Théâtre Fontaine
- 1984 : Au théâtre ce soir : La Pomme de Louis Verneuil et Georges Berr, réalisation Pierre Sabbagh, Théâtre Marigny
- 1988 : Le roi se meurt d'Eugène Ionesco

## Publication
- J'ai eu pour métier ma passion, Paris, Libraire Nizet, coll. « Théâtre en mémoire(s) », 1994, 148 p. (ISBN 2-7078-1177-7)